# Frederik Karel August van Waldeck-Pyrmont
Frederik Karel August van Waldeck-Pyrmont (Arolsen, 25 oktober 1743 — aldaar, 24 september 1812) was vorst van Waldeck en graaf van Pyrmont vanaf 1763 tot aan zijn dood in 1812.
Hij was de tweede zoon van Karel August van Waldeck-Pyrmont en Christiane Henriette van Birkenfeld-Bischweiler. Hij werd vorst van Waldeck en Pyrmont na de dood van zijn vader in 1763.
Frederik Karel August was niet getrouwd en heeft geen kinderen nagelaten. Hij werd opgevolgd door zijn broer George, aan wie hij in 1805 al het graafschap Pyrmont had afgestaan.